# لی‌لی کارتر
لی‌لی کارتر (انگلیسی: Lily Carter؛ زاده ۱۵ آوریل ۱۹۹۰) بازیگر پورنوگرافی اهل ایالات متحده آمریکا است.

## شغل
کارتر بازیگری در فیلم‌های پورن را در استودیوهای هاسلر، دیجیتال سین، الگانت آنجل و ناتی امریکا در سن ۲۰ سالی شروع کرد. پیش از آن وی مدلی برای سکس چت بود.

## زندگی شخصی
او خود را دوجنسگرا می‌داند.